# Lußhardt

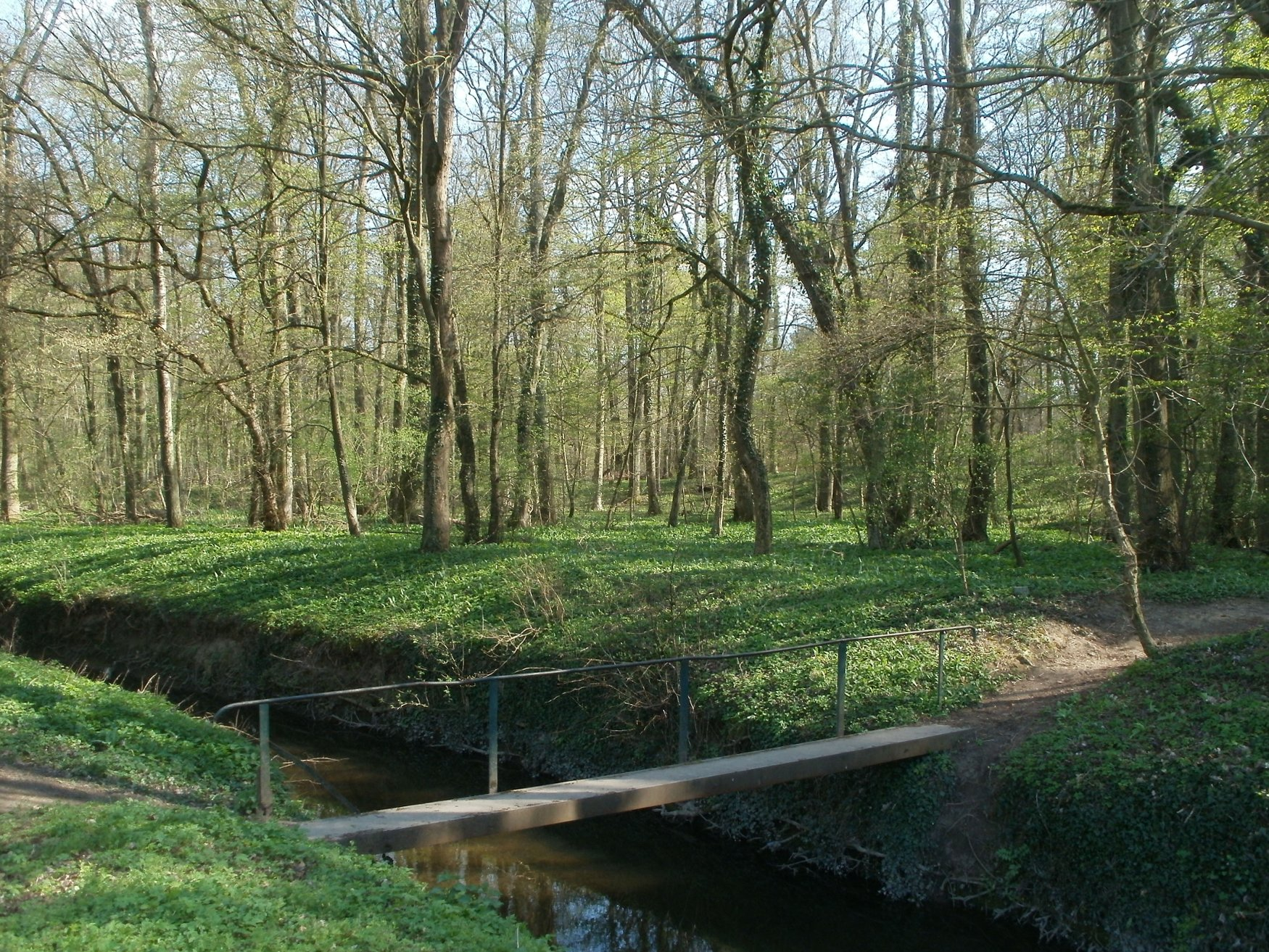
Steg über den Kriegbach in der Unteren Lußhardt, Gemarkung Altlußheim, 8. April 2012

Das Waldgebiet Lußhardt (auch Lusshart) liegt in der Oberrheinischen Tiefebene (im Bruhrain) zwischen Reilingen und Karlsdorf und hat eine Größe von rund 4.866 ha. Davon sind 1.326 ha als Naturschutzgebiete und Landschaftsschutzgebiete ausgewiesen. Die Lußhardt ist ein Teil des rechtsrheinischen Waldgebietes zwischen Rastatt und Mannheim, das seit der Zeit der Franken (ab 300 n. Chr.) auch Hardtwald genannt wird. Der Name ist eine Zusammensetzung aus Luß und Hardt. 
Die Lußhardt bildet einen Unter-Naturraum (223.6) der Hardtebenen (Haupteinheit 223).

## Geschichte
Im Jahr 1002 tauschte Heinrich II. mit Herzog Otto von Kärnten Bruchsal und die Lußhardt gegen die Burg in Worms ein. Kaiser Heinrich III. schenkte den Königshof Bruchsal dann zusammen mit dem Lußhardtwald am 6. Mai 1056 dem Bischof von Speyer. In der Schenkungsurkunde sind keine Ortschaften erwähnt. Es ist nur der allgemeine Hinweis zu lesen, dass alle Bewohner, alle Häuser, Mühlen, Äcker, Wiesen, Weiden, Jagden, Gewässer und Fischereien von nun an Eigentum der Bischöfe sein sollen.
König Heinrich IV. bestätigte 1063 die Schenkung und erweiterte die Grenze des Lußhardtgebiets mit der Schwetzinger Hardt bis nach Walldorf und Oftersheim.
1252 wurde die am östlichen Rand der Lußhardt gelegene Burg Kislau mit allen Rechten der Speyerer Kirche geschenkt. Die Amtsgeschäfte für die Lußhardt wurden dann für 550 Jahre vom Hochstift Speyer geführt.
In den folgenden Jahrhunderten verringerte sich die Waldfläche durch Rodungen für die wachsenden Dörfer, zudem wurden die Ortsrandbereiche der Wälder zur Viehhaltung und zur Gewinnung von Streu genutzt.
1802 kam die Lußhardt an das spätere Großherzogtum Baden.

## Ausdehnung
Zur Lußhardt gehören Städte und Gemeinden im Landkreis Karlsruhe und Rhein-Neckar-Kreis. Die Landesstraße 555 teilt zwischen Bad Schönborn und Philippsburg die Lußhardt in einen nördlichen, die Untere Lußhardt, und südlichen Teil, die Obere Lußhardt.
Folgende Städte und Gemeinden liegen im oder am Rande der Lußhardt:
- Altlußheim
- Bad Schönborn
- Bruchsal
- Forst
- Graben-Neudorf
- Hambrücken
- Hockenheim
- Karlsdorf-Neuthard
- Kronau
- Neulußheim
- Oberhausen-Rheinhausen
- Philippsburg
- Reilingen
- St. Leon-Rot
- Ubstadt-Weiher
- Waghäusel

## Bäche in der Lußhardt
Der Duttlacher Graben und der Kriegbach durchfließen die Lußhardt von Osten nach Nordwesten.
Die Saalbach fließt heute südlich, von Bruchsal nach Philippsburg, an der Lußhardt vorbei.
Der Wagbach berührt westlich zwischen Hambrücken und Waghäusel die Lußhardt, und der Kraichbach fließt im Osten von Ubstadt bis Kronau und Reilingen an der Lußhardt vorbei.